# 德国铁路车辆分类
德国铁路型号方案（德語：Baureihenschema der DB）很大程度上相当于在1968年以前生效的德意志国铁路型号方案。对于蓄电及内燃动车组则在1948年引入了一个新的方案，因为这些车辆此前尚未存在于实际的体系当中。
自1968年1月1日起，作为国际铁路联盟（UIC）成员改用电脑可读的车辆编号的一部分，现行的型号方案随之出台。

## 1968年以前
对于蒸汽机车、电力机车、电力动车组和柴油机车而言，原有的德意志国铁路型号方案继续维持不变。但对于内燃动车组和蓄电动车组则出现了问题，因为没有足够的体系可用。因此，慕尼黑国家铁路中央局专门为这些车辆开发出一套类似的体系，并于1948年正式引入。

### 蓄电动车组
适用于蓄电动车组的体系早在1940年便由慕尼黑国家铁路中央局开发出来，并自1948年9月15日起引入生效。它就像其它车辆一样采用标记字母+主编号+序列号的组合。
标记字母：
- ETA - 动车
- EBA - 拖车
- ESA - 控制车

因所有车辆均为直流电车辆，它们获得了与其它电力动车组类似的、以“1”为开头的三位主编号。但由于这类动车组较少，因此根据其预期用途仅形成了较少的组别。
- ETA 140 - 159：普快动车组（Eiltriebwagen）
- ETA 160 - 179：短途动车组（Nahverkehrstriebwagen）
- ETA 180 - 189：支线动车组（Nebenbahntriebwagen）

在序列号方面，二等/三等车厢等级的车辆使用自001起的编号范围，全三等车辆使用自101起的编号范围。两节编组的车辆其前部及后部车厢则被分别指定为“a”或“b”。

### 内燃动车组
1948年引入的体系与已经应用于其它车辆的体系类似。它由标记字母+主编号+序列号的组合构成。
在非官方使用的标记字母组合中，VT为动车、VS为控制车、VM为中间车以及VB为拖车。
主编号则根据下列分类选择：
- VT 01 - VT 19：用于120km/h或以上的带转向架动车组
- VT 20 - VT 39：用于100km/h至119km/h的带转向架动车
- VT 40 - VT 59：用于85km/h至99km/h的带转向架动车组
- VT 60 - VT 69：用于65km/h至84km/h的带转向架动车
- VT 70 - VT 79：用于65km/h至85km/h的带主动轴（德语：Lenkachse）动车组
- VT 80 - VT 89：用于65km/h一下的带主动轴动车组
- VT 90 - VT 99：轨道巴士、轻型动车组、窄轨动车组、特种动车组

（三位或四位）序列号的首位数字表示传动的方式：
- 0至4：电力传动
- 5至8：液压传动
- 9：机械传动

## 1968年以后

### 基础
电脑可读的车辆编号方案是以标示在所有车辆上的七位号码为基础。它包含一组三位数的车型号码、一组三位数的序列号码以及一个由连字符分开的校验码。
校验码是通过第一至第六位号码来计算。为此单个数字将从右至左交替乘以2及1，所得结果再形成数字和。数字和与之下一个10的倍数之差即为自校验码。在电脑中输入校验码可进行真实性检查。
来自超过1000种车辆的型号可藉此编入连续性的车型编号。
三位序列号的首位数字表示该车辆的种类。这种标识方式取代了以往约定的方案中，以标记字母来安排车辆种类的方式。
| 号码 | 标记字母    | 车辆种类                                   |
| ---- | ----------- | ------------------------------------------ |
| 0    |             | 蒸汽机车                                   |
| 1    | E           | 电力机车                                   |
| 2    | V           | 内燃机车                                   |
| 3    | K           | 小型机车                                   |
| 4    | ET          | 电力动车组                                 |
| 5    | ETA         | 蓄电动车组                                 |
| 6    | VT          | 内燃动车组                                 |
| 7    |             | 铁路巴士及工程车辆                         |
| 8    | ES, ESA, EB | 电力动车组的控制车、拖车及中间车           |
| 9    | VS, VB, VM  | 内燃动车组的控制车、拖车及中间车或铁路巴士 |

先前方案中的标记字母尽管被转移成了三位车型编号的首位数字，但标记字母仍经常被错误使用在书信往来和出版物之中。例如E110的称谓，它可能是指一台E10或110型机车，而V216的称谓，则也可能指一台V160或216型机车。
蒸汽机车的煤水车没有获得自己的车辆编号，而是使用与其联接的牵引车的编号。
控制车及拖车将尽可能获得与其所属的动车组相关的编号（例如：VT11.5型转变为含901型中间车的601型动车组）。车辆的衍生型号或变体则尽可能使用主车型后续的编号（例如安装了燃气涡轮机的601型被指定为602型）。

### 例子
| 110型电力机车 – 编号110 494-2 |                                  |
| 110                           | 车型号 → 首位数（1）表示电力机车 |
| 494                           | 序列号                           |
| 2                             | 校验码                           |

110 494-2:
```
编号：   1  1  0   4  9  4
乘以：   1  2  1   2  1  2
解得：   1  2  0   8  9  8
数字和： 1+ 2+ 0+  8+ 9+ 8 = 28
与下一个10的倍数之差：（30-28=） 2
2 = 校验码
```

101 108-9:
```
编号：   1  0  1   1  0  8
乘以：   1  2  1   2  1  2
解得：   1  0  1   2  0 16
数字和： 1+ 0+ 1+  2+ 0+1+6 = 11
与下一个10的倍数之差：（20-11=） 9
9 = 校验码
```

### 蒸汽机车
蒸汽机车作为使用年期即将届满的类别，其车型编号的首位数被指定为零。先前已经实行的按使用用途对蒸汽机车进行的分类则继续沿用。因此德国铁路的内部定型方案分为以下组别：
| 编号    | 归类                     |
| ------- | ------------------------ |
| 001–019 | 快速列车机车             |
| 020–039 | 普通列车机车             |
| 040–059 | 货运列车机车             |
| 060–079 | 普通及快速列车煤水车机车 |
| 080–096 | 货运列车煤水车机车       |
| 097–098 | 齿轨及地方铁路机车       |
| 099     | 窄轨机车                 |

蒸汽机车车型的重新编号通常是在前面加上一个零。例如：23型机车转换为023型。对于先前在一个车型中归纳有不同的单位类别、并且是通过不同的序列号范围进行分隔的，会在新的方案中获分配独立的车型编号（例如：01型被转换为001型，01.10型被转换为011型（燃煤）及012型（燃油））。41型也被划分为041（燃煤）和042（燃油）的编号。44型获得了044（燃煤）和043（燃油）的编号。050型的序列号则被划分为050至053。千位数根据序列号而被抵消。德国统一前的车型也按照这种方式对车型编号进行直接转移。所有车型均在序列号中取消了千位数，例如38.40型仅使用一个038型。在一般情况下，首位数的零在语言运用中并不一起读出，唯011型和012型是个例外。

### 电力机车
电力机车被评估为最重要的牵引方式，因此它们获分配为第一类别。电力机车在此方案中以数字“1”取代了此前的标记字母“E”。例如，在标准化电力机车中的E40型被重编号为140型，E10型被重编号为110型以及E10.12型被重编号为112型。

### 柴油机车
在原有的方案中，柴油机车的车型编号是与发动机功率成比例的，从而可以呈现两位或三位数的车型编号。而在新方案中，两位数的编号会再次被直接转移（例如V60型转为260型，V80型转为280型），三位数则在重新划分中被删除最后一位（例如V160型转为216型）。同时某一车型的变体也被划分为依次相连的车型编号（例如：V200.0型转为220型，V200.1型转为221型；在V160系列机车中，V160型、V162型、V163型、V164型、V168型及V169型又被分别转变为数字210型、216型、215型、217型、218型及219型）。

### 小型机车
小型机车在新的分类方案中获得了系数“3”。第二位数字用于表示功率等级（按1955年标准）。第三位数字则根据最高速度、制动类型和传动类型（链式传动或轴式传动）进行区分。原Ka型获得的新型号为381型（战前车型）和382型（新造车型）。万格罗格岛屿铁路既有的窄轨小型机车则被指定为329型。260/261型柴油机车于1987年也被归类为小型机车，并获得360/361的型的新型号。

## 自1992年起的变化（DR及DB共用车型方案）
作为德国联邦铁路（DB）和德国国营铁路合并的一部分，双方有必要建立一个统一的分类体系。由于改型车辆的数量和DB系统较佳的分类体系，因此当局决定继续沿用DB的编号方案。在转换的过程中，方案发生了一些细微的调整。窄轨内燃机车和窄轨小型机车被重新分类至299型和399型。拖车和中间车获得001至599的序列号，控制车则使用601至999的序列号。
馆藏机车获得的车型标号与其传统的运营编号不同，但这仅在驾驶室和电子数据处理（EDV）计算中使用。其第一位数对应车型的牵引类别，第二及第三位数获得的编号为88。因此馆藏蒸汽机车和馆藏电力机车使用的EDV车型分别为088型和188型。而车辆序列号则一直试图与此前的车型相匹配。
窄轨机车获得了新的运营编号，将允许未经确定的原运营编号出现。序列号中的第一位数用于区分不同的窄轨轨距：
- 1: 1000 mm
- 6: 600 mm
- 7: 750 mm
- 9: 900 mm